# Eride (nome)
Eride  è un nome proprio di persona italiano femminile.

## Varianti
- Femminili: Eris[2]
- Maschili: Erido[1], Eris[2]

### Varianti in altre lingue
- Greco antico: Ἔρις (Eris)[1][3]
- Latino: Eris[1]

## Origine e diffusione
Si tratta probabilmente di una ripresa del nome di Eris, che nella mitologia greca è la personificazione della discordia; il suo nome, italianizzato nella forma "Eride", è tratto dal vocabolo greco ἔρις (eris) che significa appunto "discordia", "conflitto", "lotta", la cui etimologia è ignota.
Il suo uso come nome di persona è documentato già nell'antica Grecia e poi anche a Roma; in Italia, negli anni 1970, se ne contavano circa cinquecento occorrenze (di cui un quinto maschili), attestate principalmente nel Nord.

## Onomastico
Il nome è adespota, ossia privo di santa patrona; l'onomastico si può festeggiare eventualmente il 1º novembre, in occasione di Ognissanti.